# Szoboszlai Dominik
Szoboszlai Dominik (Székesfehérvár, 2000. október 25. –) magyar labdarúgó, a magyar válogatott csapatkapitánya, a Premier League-ben szereplő Liverpool támadó középpályása.
2017 októberében a The Guardian a világ legtehetségesebb 17 éves futballistái közé sorolta, majd 2019 márciusában a goal.com portál az 50 legtehetségesebb csodagyerek 21. helyére rangsorolta. Az Európai Labdarúgó-szövetség (UEFA) 2020 januárjában a világ ötven legtehetségesebb labdarúgója közé sorolta. 2020 októberében bekerült a Golden Boy-díj legjobb húsz labdarúgója közé, ahol a 8. helyen végzett. Kétszer is minden idők legdrágább magyar játékosa volt, először mikor a Leipzig, majd mikor a Liverpool szerződtette.
Pályafutását szülővárosában, Székesfehérváron kezdte a Videotonban, majd édesapja szakmai felügyelete mellett a Főnix Gold labdarúgója volt. 2016 nyarán szerződtette az osztrák élvonalbeli Red Bull Salzburg, amely kezdetekben a másodosztályban szereplő tartalékcsapatában, a Lieferingben számított Szoboszlai játékára. Mindeközben a salzburgiak korosztályos csapatával szerepelt az UEFA Ifjúsági Ligában is. A Salzburgban bajnoki mérkőzésen 2018 májusában mutatkozott be, első gólját pedig szeptemberben lőtte az Osztrák Kupában. Az ezt követő szezonban alapembere lett a Bajnokok Ligája csoportkörébe is bejutó csapatnak. A 2019-2020-as szezon végén az osztrák Bundesliga legjobb játékosának választották.
A magyar U17-es válogatottal kijutott a 2017-es korosztályos Európa-bajnokságra, ahol a magyar csapat a 6. helyen végzett. A felnőtt válogatottban 2019. március 21-én mutatkozott be Szlovákia ellen, míg első gólját szeptemberben szerezte a nemzeti csapatban, szintén Szlovákia ellen.

## Pályafutása

### Klubcsapatokban

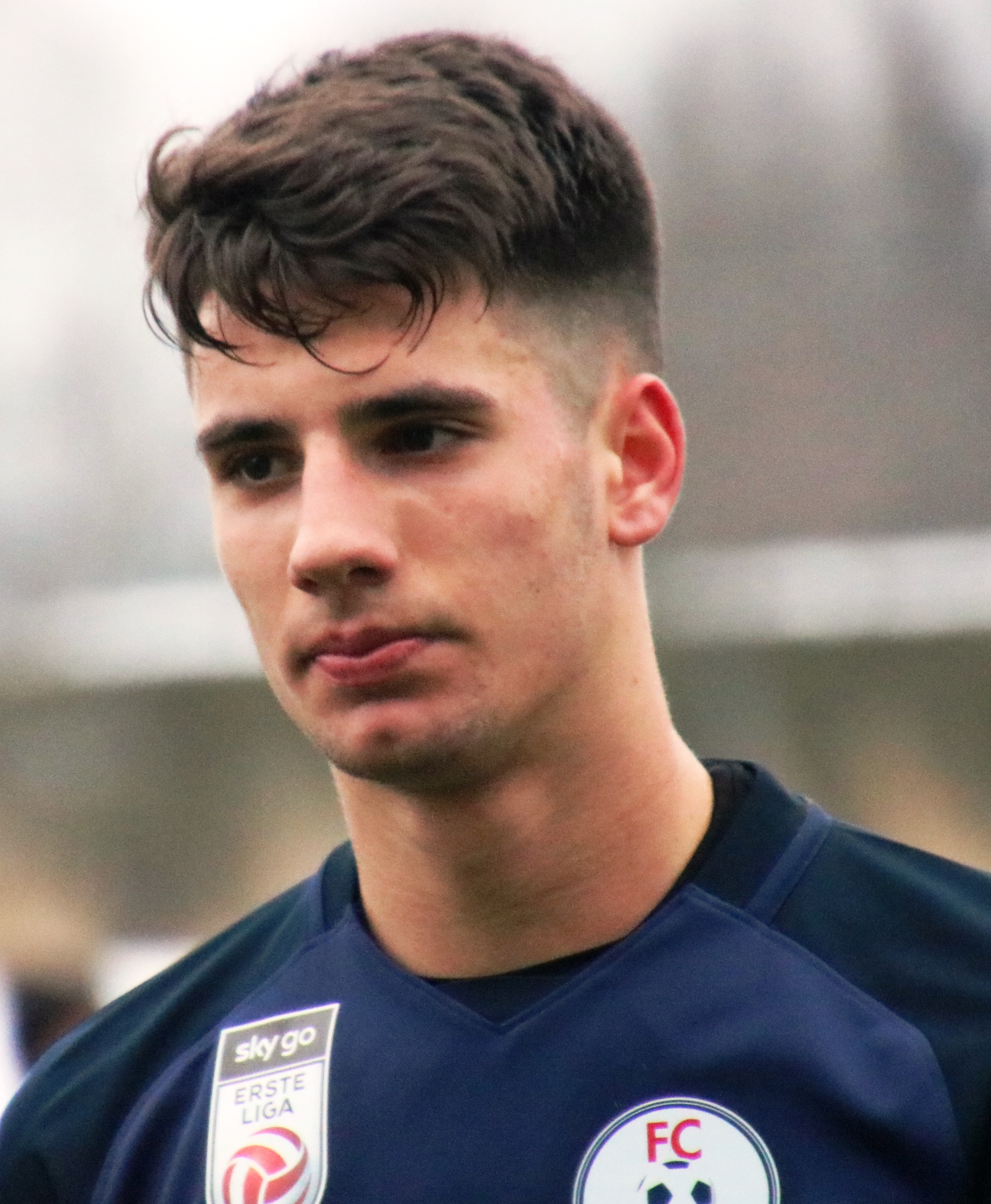
A Liefering mezében 2018 februárjában

#### Junior évei
2007-ben, hat és fél évesen kezdett el focizni apja, Szoboszlai Zsolt – egykori tatabányai labdarúgó – kezei alatt előbb a Videotonban, majd az édesapja által vezetett fehérvári Főnix Gold FC utánpótlásműhelyben. A 2015–16-os szezont az MTK Budapest akadémiáján töltötte.
Kevesebb mint egy év után visszatért a Főnix Goldba, az U17-es és az U19-es csapatban is pályára lépett a 2016–17-es szezonban.
2016 júliusában hároméves szerződést kötött a Salzburggal, 2017 márciusában csatlakozott az U18-as korosztályhoz. Június 13-án az FC Liefering bejelentette, hogy Szoboszlai náluk folytatja pályafutását.

#### Liefering
Az Erste Ligában, azaz a másodosztályban 2017. július 21-én debütált a Kapfenberger SV ellen. Kezdőként kapott lehetőséget élete első felnőtt bajnokiján és gólpasszt adott a 2–1-re megnyert találkozón, ahol a 72. percben cserélte le az edzője. Augusztus 4-én, a BW Linz elleni bajnokin első gólját is megszerezte a felnőttek között. Szeptember 22-én góllal járult hozzá csapata 3–0-s győzelméhez a BW Linz ellen. A mérkőzés 18. percében közvetlen közelről a kapuba talált, ez volt a második gólja a szezonban.
2017. szeptember 27-én az UEFA Ifjúsági Liga 2017–2018-as kiírásának nyitó fordulójában csapata legfiatalabb tagjaként pályára lépett a címvédő Salzburg U19-es csapatában a francia Bourdeaux ellen 1-0-ra megnyert mérkőzésen. Két nappal később a bajnokságban csapata egyetlen gólját szerezte a 91. percben a 6–1-re elvesztett mérkőzésen az SV Ried ellen. November 3-án a szünetben, 1–1-es állásnál cserélte be edzője a Austria Lustenau ellen, majd a 68. percben szerzett góljával vezetést szerzett klubjának és a 80. percben megszerezte második gólját is. November 21-én a Sparta Praha U19-es csapata ellen kezdőként 84 percet játszott, egy gólpasszt adott, és az 58. percben sárga lapot kapott az Ifjúsági Ligában. November 24-én gólt lőtt és gólpasszt adott a Kapfenberg elleni bajnokin, csapata 5–0-ra győzött, majd a következő fordulóban, a WSG Wattens ellen megismételte ezt a teljesítményt.
A 2018-2019-es idényt is a Lieferingnél kezdte, az osztrák másodosztályú bajnokság 2. fordulójában gólt lőtt a Vorwärts ellen 4–0-ra megnyert mérkőzésen. Augusztus 10-én, a bajnokság következő fordulójában gólt lőtt és gólpasszt adott az Austria Wien második csapata ellen 3–0-ra megnyert mérkőzésen. Augusztus 20-án egy edzésen bokasérülést szenvedett, ezért közel egy hónapos kihagyásra kényszerült. Szeptember 14-én, az Amstetten ellen 1–0-ra megnyert bajnokin játszott újra, csereként állt be a félidőben és gólpasszt adott. Október 27-én gólt lőtt a hazai pályán 3–1-re elvesztett mérkőzésen a FAC Wien ellen. November 9-én mesterhármast szerzett a Wacker Innsbruck II elleni 4–1-re megnyert bajnoki mérkőzésen. A 15. percben tizenegyesből juttatta vezetéshez a Lieferinget, majd a 49. percben 21 méterről lőtt gólt. A 75. percben szabadrúgásból alakította ki a 4–1-es végeredményt, ez volt az első triplázása a másodosztályban.

#### Red Bull Salzburg

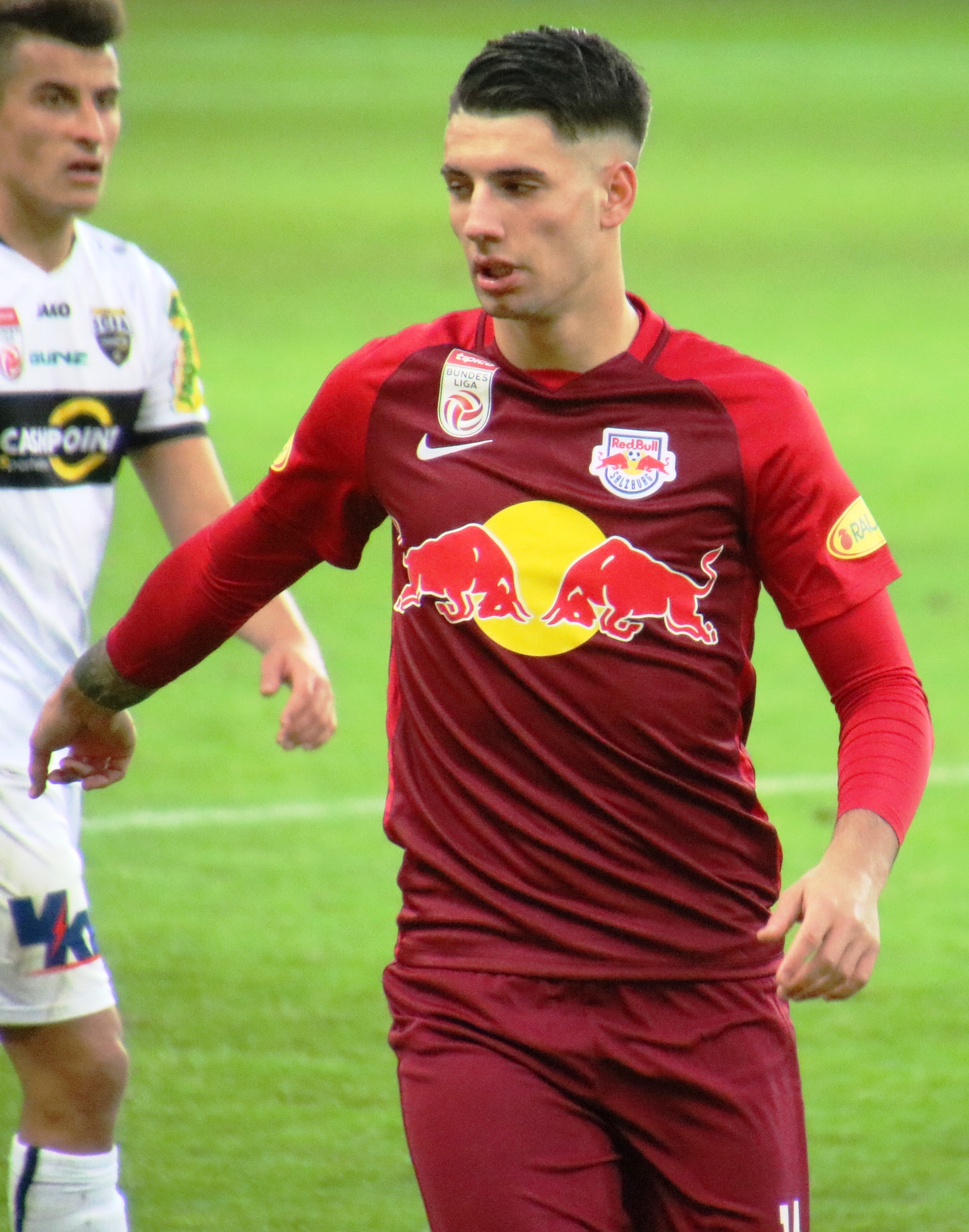
2018 decemberében

2018 januárjában a Salzburg felnőtt csapatával kezdhette meg a téli felkészülést. Január 18-án új, 2021-ig szóló szerződést írt alá. Februárban a klub benevezte a tavaszi Európa-liga mérkőzésekre. A Salzburg megnyerte a 2017–2018-as osztrák bajnokságot és Szoboszlai, mint a felnőtt keret tagja annak ellenére aranyérmet vehetett át, hogy addig egy mérkőzésen sem szerepelt az élvonalban. A Lieferingben 33 bajnokin játszott és tíz gólt szerzett. Végül május 27-én, a bajnokság utolsó fordulójában az Austria Wien ellen a jobbára fiataljait szerepeltető Salzburgban Marco Rose vezetőedző lehetőséget adott Szoboszlainak, aki csereként állt be Enock Mwepu helyére az 57. percben a 4–0-ra elveszített bajnokin. Szeptember 26-án az Osztrák Kupában a harmadosztályú Schwaz ellen csereként beállva megszerezte első gólját tétmérkőzésen az első csapatban. November 4-én, az élvonalbeli bajnokság 13. fordulójában csereként állt be a 68. percben az SV Mattersburg ellen 2–1-re megnyert bajnokin. A 16. fordulóban a 82. percben csereként állt be az Altach ellen 1–0-ra megnyert bajnokin. 2019 februárjában a Salzburg benevezte az Európa-liga egyenes kieséses szakaszának keretébe.
Február 17-én a Wiener Neustadt ellen idegenben 2–1-re megnyert Osztrák Kupa negyeddöntő alkalmával először kapott lehetőséget kezdőként a Salzburgban és ő szerezte a csapat első gólját a mérkőzés 48. percében. Március 14-én az Európa-ligában is bemutatkozott. Kezdőként 74 percet játszott a Napoli ellen hazai pályán 3–1-re megnyert nyolcaddöntős párharc második mérkőzésén. Az első salzburgi gól előtt Szoboszlai adta a gólpasszt. A párharcból a Napoli jutott tovább 4–3-as összesítéssel. Három nappal később a bajnokságban először volt kezdő és a 91. percben szerzett góljával beállította a 2–0-s végeredményt a Wacker Innsbruck ellen. Első gólját kokárdás stoplisban szerezte meg, amelyet a március 15-ei nemzeti ünnep tiszteletére készíttetett. Március 20-án a Salzburg hivatalos honlapján jelentette be, hogy 2022. május 31-ig meghosszabbította Szoboszlai szerződését. Teljesítményével ebben az időszakban több neves európai élklub figyelmét is felkeltette, így hallani lehetett többek közt az Arsenal, vagy az Atalanta, a Juventus és az Internazionale érdeklődéséről is. A klub szurkolói márciusban a hónap játékosának választották. A bajnokság 25. fordulójában a Sturm Graz ellen 3–1-re megnyert bajnokin gólt lőtt és gólpasszt adott. Május 1-jén az Osztrák Kupa döntőjében csereként a 72. percben állt be, csapata 2-0-ra győzte le a Rapid Wient. Május 19-én a Sturm Graz ellen 2–1-re megnyert bajnokin gólt lőtt, a bajnokság utolsó fordulójában, a St. Pölten ellen gólpasszt adott. A szezon végén bajnok lett a Salzburggal, amelyben 16 bajnokin 3 gólt lőtt és ugyanennyi gólpasszt adott.
A 2019–2020-as szezon 4. fordulójában kezdőként lépett pályára a St. Pölten ellen és két gólpasszal segítette csapatát, amely 6–0-ra győzött. A bajnokság hatodik fordulójában büntetőből gólt szerzett a Tirol ellen 5–1-re megnyert mérkőzésen. Szeptember 17-én, a 2019–2020-as Bajnokok Ligája-szezon első csoportmérkőzésén kezdőként lépett pályára a belga Genk ellen. A 6–2-re megnyert találkozón ő lőtte csapata ötödik gólját. Szoboszlai lett a legfiatalabb magyar játékos aki pályára lépett és aki gólt lőtt a legrangosabb kupasorozatban. Szeptember 25-én az Osztrák Kupában a Rapid Wien ellen 2–1-re megnyert mérkőzésen szabadrúgásból szerzett gólt. Október 23-án a kispadról nézte végig csapata Napoli elleni Bajnokok Ligája-csoportmérkőzését, a mérkőzés után pedig a Kronen Zeitung című osztrák napilap fogalmazott meg éles kritikát vele kapcsolatban. 
A szupertehetség az utóbbi hetekben-hónapokban számtalan átigazolási pletykában szerepelt, akár az Arsenal, az Inter vagy a Juventus kapcsán. Ez szállhatott a fejébe, mostanra a drukkerek bizalmát is elveszítette, nem fogadták jól arrogáns viselkedését. Itt az ideje, hogy újra a lényegre koncentráljon
Október 27-én a Rapid Wien ellen kezdőként lépett pályára a bajnokságban és csapata első gólját szerezte büntetőből a 3–2-re megnyert mérkőzésen. November 5-én végigjátszotta a Napoli elleni idegenbeli Bajnokok Ligája mérkőzést, amely 1–1-es döntetlennel ért véget. December 10-én, a Liverpool ellen hazai pályán 2–0-ra elveszített találkozón kezdőként 89 percet játszott. A Salzburg a csoport harmadik helyén végzett és az Európa-ligában folytathatta szereplését. Szoboszlai öt csoportmérkőzésen lépett pályára, egy gólt szerzett és egy gólpasszt adott. 2020 januárjában az olasz Lazio érdeklődött a szerződtetése felől. Február 20-án, a 2019–2020-as Európa-liga kieséses szakaszának első körében az Eintracht Frankfurt otthonában kezdőként 71 percet játszott, a Salzburg 4-1-re kikapott. A visszavágót végigjátszotta, szögletből gólpasszt adott, de a 2–2-es döntetlent követően 6–3-as összesítéssel a német csapat jutott tovább. Március 8-án gólpasszt adott Patson Dakának a bajnokság 22. fordulójában, a Sturm Graz ellen 2–0-ra megnyert mérkőzésen. Május 29-én, az Osztrák Kupa döntőjében a Salzburg 5–0-ra győzte le a másodosztályú Austria Lustenaut, Szoboszlai gólt lőtt és gólpasszt adott a találkozón. Június 7-én, a bajnokság rájátszásának második fordulójában két gólpasszt adott a TSV Hartberg ellen 6–0-ra megnyert mérkőzésen. A következő fordulóban a Sturm Graz 5–1-es legyőzése alkalmával mesterhármast szerzett. Június 14-én, a LASK Linz ellen 3–1-re megnyert találkozón gólt lőtt és két gólpasszt adott.
Nemrég a csapat előtt mondtam neki, hogy eljön az ő ideje. Mostanában tényleg őrülten jól játszik. Szinte olyan fejlődésen ment keresztül, mint Haaland
Június 24-én, a bajnokság 29. fordulójában a Salzburg idegenben győzte le 7–2-re a Rapid Wient, Szoboszlai gólt lőtt és két gólpasszt adott. Négy nappal később a Salzburg hazai pályán 3–0-ra győzött a Hartberg ellen és ezzel két fordulóval a szezon vége előtt megszerezte az újabb bajnoki címét. Szoboszlai gólpasszt adott a mérkőzésen. Július 1-jén, a Sturm Graz ellen hazai pályán 5–2-re megnyert mérkőzésen szabadrúgásból volt eredményes. A bajnokság utolsó fordulójában a Salzburg 3–0-ra nyert a LASK Linz ellen, Szoboszlai pedig gólt lőtt és gólpasszt adott. A 2019-2020-as szezonban nyolc gólt szerzett és tizennégy gólpasszt adott az osztrák Bundesligában. A Bundesliga csapatainak elnökei és edzőinek szavazatai alapján őt választották a 2019-2020-as szezon legjobb játékosának.
A nyári átigazolási időszakban több európai élklubbal is szóba hozták, azonban augusztus végén egy nyilatkozatában kijelentette, hogy a következő idényt is a Salzburgban kezdi meg. Több angol szaklap és internetes forrás is arról számolt be ebben az időszakban, hogy az Arsenal konkrét átigazolási ajánlattal állt elő, azonban azt Szoboszlai visszautasította, miután a londoni klub nem kvalifikálta magát a Bajnokok Ligája 2020-2021-es idényére.
2020. szeptember 19-én, az osztrák Bundesliga 2020-2021-es idényének 2. fordulójában csapata első gólját szerezte a 35. percben tizenegyesből. A mérkőzést 4–1-re a Salzburg nyerte meg a Rheindorf Altach ellen. Három nappal később a Bajnokok Ligája selejtezőjében tizenegyesből volt eredményes az izraeli Makkabi Tel-Aviv ellen idegenben 2–1-re megnyert mérkőzésen. Az izraeli csapat elleni visszavágón szintén büntetőből volt eredményes, csapata 3–1-re győzött és 5–2-es összesítéssel jutott a Bajnokok Ligája csoportköréb. Október 4-én, a bajnokság negyedik fordulójában két gólpasszt adott a Hartberg ellen 7–1-re megnyert mérkőzésen.
A Voetbalzone című holland szakportál októberi cikkében „Kevin De Bruyne-féle játékmesterként” aposztrofálta, a közeljövő világklasszisaként jellemezve valamint értékelésében jellemzői közül kiemelte, hogy „úgy átlátja a játékot, mint senki más, a mélységi indításai egészen kiválóak”. Ugyanebben a hónapban bekerült a Golden Boy-díj legjobb húsz játékosa közé.
2020. október 17-én a labdarúgó Osztrák Kupa második fordulójában a St. Pöltent ellen 3–0-ra megnyert mérkőzésen három gólpasszt adott. Négy nappal később, az orosz Lokomotyiv Moszkva elleni hazai Bajnokok Ligája-csoportmérkőzésen gólt szerzett a 2–2-re végződő találkozón. A bajnokság 5. fordulójában gólpasszt adott Mërgim Berishának az Austria Wien elleni 2–0-s győzelem alkalmával. Október 27-én gólt szerzett az Atlético Madrid ellen idegenbeli Bajnokok Ligája csoportmérkőzésen, ezzel pedig ő lett a legrangosabb európai kupasorozat legeredményesebb magyar játékosa.
2020 novemberében a Sport Bild német sportlap arról írt, hogy Szoboszlait a téli átigazolási időszakban a német Bundesligában szereplő RB Leipzig szerződtetné. Ugyanebben a hónapban, miután Szoboszlai az Izland elleni Európa-bajnoki pótselejtezőn győztes góljával kijuttatta a magyar válogatottat a következő évi kontinenstornára, a spanyol AS sportnapilap arról írt, hogy a magyar középpályásra a Real Madrid is felfigyelt, de megemlítette a Leipzig, az Arsenal és az AC Milan érdeklődését is.
A goal.com internetes szakportál ugyancsak novemberben terjedelmes cikkben foglalkozott Szoboszlaival, amelyben a következőképpen jellemezte a magyar középpályást:
Egy igazi démon a rögzített helyzeteknél, de még ismertebb arról, ahogyan a játékostársait képes helyzetbe hozni, inkább előkészít, mint maga váltaná gólra a helyzeteket. Már most remek karmester, s kétségünk ne legyen, a világ egyik legjobb irányító középpályása válhat belőle. A legjobban a középpálya bal szélén érzi magát, innen húzhat befelé, kihasználva a nagyon jó jobb lábát
 2020. november 28-án mesterhármast szerzett a St. Pölten ellen 8–2-re megnyert bajnokin. December 16-án a Rapid Wien elleni kupamérkőzésen ő szerezte csapata első gólját, a Salzburg 6–2-re győzött. Utolsó mérkőzését december 20-án játszotta a Salzburgban, a bajnokság 12. fordulójában a Wolfsberg ellen. Csapata 3–2-re kikapott, Szoboszlai egy gólpasszt jegyzett a találkozón. Minden tétmérkőzést figyelembe véve 83 találkozón 26 gólt és 35 gólpasszt jegyzett a klub színeiben. Az év végén a The Guardian a világ 100 legjobb labdarúgója közé sorolta, az év osztrák labdarúgója szavazáson – amelyet az osztrák labdarúgókon kívül az osztrák Bundesligában játszók kaphatnak meg – a 3. helyen végzett David Alaba és Marcel Sabitzer mögött.

#### RB Leipzig
2020. december 17-én a német élvonalban szereplő RB Leipzig bejelentette, hogy szerződtette a magyar középpályást, aki négy és fél évre szóló, 2025 nyaráig érvényes szerződést írt alá a Gulácsi Pétert és Willi Orbánt is foglalkoztató klubhoz. A lipcsei csapat 20 millió eurót fizetett érte a Salzburgnak, ezzel Szoboszlai lett a legdrágább magyar labdarúgó a sportág történetében.
Modernkori David Beckhamként tudom leírni. Neki volt képessége egyszerre ívelt és erős lőtt passzokkal ugyanolyan pontosan indítani, mikor mire volt szükség. Szoboszlai tárháza azonban ennél is színesebb, és megvan hozzá a rúgóerő.
Nem sokkal átigazolása után nyilvánossá vált, hogy a magyar középpályás már korábban is fájdalomcsillapítókkal tudott pályára lépni a Salzburgban, miután egy gyulladás keletkezett a szeméremcsontjában. Emiatt Szoboszlai gyógykezelésre visszatért az osztrák csapathoz. Február végén a játékos menedzsere, Esterházy Mátyás úgy nyilatkozott, hogy továbbra is kérdéses mikor léphet újra pályára a játékos. Szoboszlai végül március végén kezdte újra az edzéseket, a Leipzignél pedig úgy nyilatkoztak, hogy várhatóan az idény utolsó fordulóiban mutatkozhat be a Bundesligában, de végül ez az eshetőség sem valósult meg, a szezon teljes hátralevő részét kihagyta. Mindezek ellenére május végén a Leipzig 2026 nyaráig meghosszabbította a szerződését.

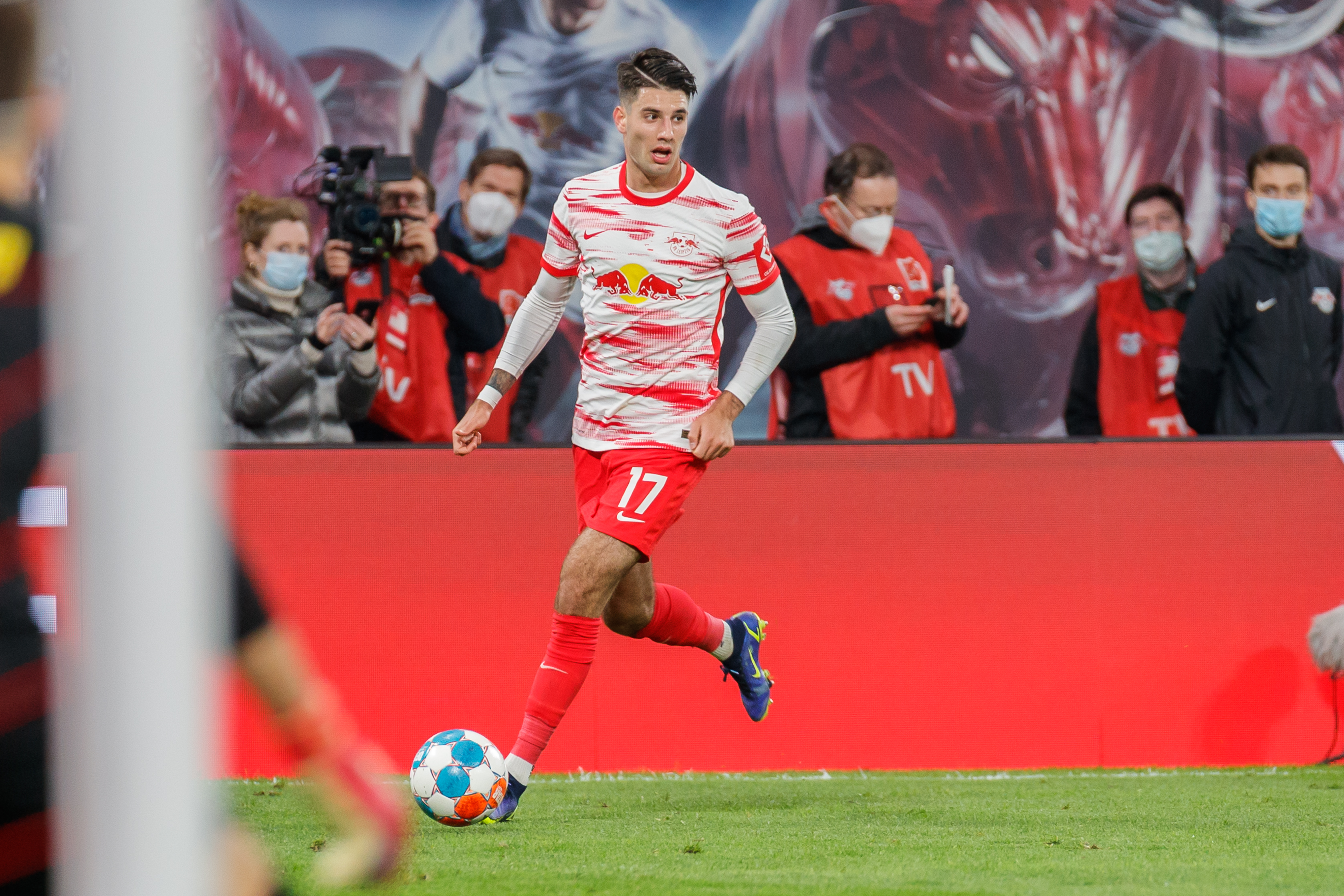
2021-ben az RB Leipzig színeiben.

2021. augusztus 7-én, az új idény első tétmérkőzésén mutatkozott be a Leipzigben, a 78. percben csereként állt be a Sandhausen elleni Német Kupa-mérkőzésen, három perc múlva pedig megszerezte első gólját a csapatban. A Leipzig 4–0-s győzelemmel jutott a következő körbe. A Bundesligában a 2021–2022-es idény első fordulójában mutatkozott be; a Mainz ellen idegenben 1–0-ra elveszített mérkőzésen csereként állt be a 64. percben.
A következő héten a bajnokság második fordulójában először volt a kezdőcsapat tagja a VfB Stuttgart elleni bajnokin, ahol két gólt szerzett; 38. percben egy távoli lövésből, majd a második félidő 52. percében egy szabadrúgásból talált be a 4–0-s győzelemmel zárult hazai találkozón. Ezzel a duplájával ő lett a 10. magyar labdarúgó, aki egy mérkőzésen két gólt szerzett a német élvonalban. A bundesliga.com a forduló legjobbjának választotta. Augusztusban első három Bundesliga-mérkőzésén két gólt szerzett, teljesítményéért a bajnokság honlapján rendezett szavazáson a hónap újoncának választották.
Szeptember 18-án, a bajnokság 5. fordulójában gólpasszt adott a Köln elleni idegenbeli 1–1-es mérkőzésen. A 7. fordulóban a 69. percben csereként állt be a VfL Bochum ellen 3-0-ra megnyert bajnokin, egy perccel később pedig gólpasszt adott André Silvának. Október 23-án, a bajnokság 9. fordulójában a 64. percben csereként állt be a Greuther Fürth elleni bajnokin, majd egy perccel később gólt szerzett, a 88. percben pedig gólpasszt adott Novoa Ramosnak. A Leipzig 4–1-re megnyerte a mérkőzést. Három nappal később a Német Kupában győztes gólt szerzett a negyedosztályú Babelsberg ellen, csapata pedig bejutott a sorozat nyolcaddöntőjébe. November 3-án, a Bajnokok Ligája csoportkörének 4. fordulójában csereként állt be a Paris Saint-Germain elleni 2–2-es hazai találkozón, és a 92. percben büntetőből ő szerezte csapata egyenlítő gólját. November elején az előző hónap legjobb Bundesliga-újoncának választották, az idény során másodszor. November 28-án, a bajnokság 13. fordulójában büntetőt hibázott a Leverkusen elleni bajnokin, melyet a Leipzig hazai pályán 3–1-re elveszített. A következő fordulóban gólpasszt adott Christopher Nkunkunak az Union Berlin ellen 2-1-re elveszített bajnokin. A Bajnokok Ligája csoportkörének utolsó fordulójában csapata első gólját szerezte a Manchester City ellen hazai pályán 2–1-re megnyert mérkőzésen. A Leipzig az A-csoport 3. helyén végzett és az Európa-ligában folytathatta szereplését.
Az újév első bajnoki hétvégéjén a 18. fordulóban gólt, és gólpasszt jegyzett az 1. FSV Mainz 05 elleni 4–1-re nyert találkozón. Február 17-én lépett pályára első alkalommal a Leipzig színeiben az Európa Ligában, a Real Sociedad elleni 2–2-es találkozón, büntetőt harcolt ki, amit Emil Forsberg értékesített, beállítva a végeredményt. Március 5-én a bajnokság 25. fordulójában a SC Freiburg ellen ismét gólpasszt adott, ezúttal Angeliñonak. Április 10-én a TSG 1899 Hoffenheim elleni 3–0-ra megnyert bajnokin gólt szerzett és gólpasszt adott.
A következő héten a Bayer 04 Leverkusen ellen egy pazar jobb külső lövéssel nyerte meg csapatának a mérkőzést 1–0-ra. Ez a  győzelem nagyon kellett a Leipzignek, ugyanis a tabella 4. helyén az ellenféltől egy pontra voltak lemaradva a találkozót megelőzően.
Májusban pálya lépett az Európa Liga fináléjának két mérkőzésén a skót Rangers ellen, melyet összesítéssel 4–1-re elvesztettek.
A bajnokság utolsó fordulójában honfitársának Willi Orbánnak szabadrúgásból adott asszisztot a Bielefeld elleni 1–1-s találkozó utolsó perceiben. 
A bajnokság 4. helyén végeztek nyolc ponttal lemaradva a harmadik helytől, de a BL főtáblájára, így is automatikusan felkerültek.
2022. május 21-én a Freiburg elleni kupadöntőn (1–1) a mérkőzés 61. percében André Silva helyett érkezett a pályára, hosszabbítás után tizenegyesekkel (4–2) győztek, a lipcsei csapat tagjaként történelmet írtak a klub első Német labdarúgókupa aranyérmével.
A 2022–2023-as idény első tétmérkőzését a német szuperkupában játszotta a Bayern München ellen, az 5–3-ra elvesztett találkozón a 89. percben gólpasszt adott Dani Olmónak.
Augusztus 30-án a Német Kupa első fordulójában a Teutonia 05 vendégeként két asszisztot jegyzett. 
Szeptember 3-án lépett pályára 50. alkalommal a Leipzig színeiben, az Eintracht Frankfurt vendégeként, a bajnokság 5. fordulójában.
A szezon első BL-mérkőzésén, szeptember 6-án a Sahtar Doneck elleni 1–4-s találkozón lépett pályára, majd gólpasszt adott a második félidőben Mohamed Simakannak. 
Négy nap múlva a Bundesliga 6. fordulójában a Borussia Dortmund elleni 3–0-s rangadón, Willi Orbánnak szögletből adott gólpasszt, majd megszerezte idénybeli első találatát a 44. percben; egy 25 méteres távoli lövést követően.
Az egymást követő mérkőzéseken; a Celtic, a Hertha, az Augsburg és a Bayer Leverkusen ellen szintén gólpasszokat jegyzett, utóbbin idénybeli 10 asszisztját is megszerezve. Novemberben szerezte meg második gólját a Bajnokok Ligája csoportkörének utolsó találkozóján a Sahtar Doneck ellen. Három nap múlva a Hoffenheim, majd azt követően négy nappal később a Freiburg ellen is gólpasszal vette ki részét csapata teljesítményéből.
2023. január 20-án az újév első bajnoki mérkőzésén, a Bundesliga 16. fordulójában a Bayern München együttesét fogadta hazai pályán a Leipzig, Szoboszlai pedig idénybeli 13. asszisztját jegyezte, miután a második félidő 52. percében a kapu irányába fejelte a labdát, amiből Marcel Halstenberg gólt szerzett.
Két fordulóval később duplázott a VfB Stuttgart elleni 2–1-es bajnokin. Előbb egy 25 méteres szabadrúgásból volt eredményes, majd a második félidő elején a tizenhatos vonaláról lőtt a jobb alsó sarokba.
Február 18-án az 50. Bundesliga mérkőzésén szerezte idénybeli ötödik találatát, a VfL Wolfsburg otthonában 3–0-ra megnyert mérkőzés hosszabbításában.
Április 23-án a Bayer Leverkusen otthonában második sárga lappal kiállította a játékvezető, miután összehozott egy büntetőt a 2–0-ra elvesztett mérkőzésen, a bajnokság 29. fordulójában.
Május 2-án duplázott a Német Kupa negyeddöntőjében, a Freiburg elleni 5–1-re megnyert mérkőzésen. Az első találatánál Dani Olmoval játszott össze és 15 méterről talált a hálóba, a második gólt tizenegyesből lőtte a találkozó utolsó perceiben.
Május 14-én győztes gólt szerzett a Werder Bremen ellen, az utolsó percekben Christopher Nkunku beadását váltotta gólra, beállítva a 2–1-es végeredményt. A mérkőzést követően Philipp Hinze német újságíró arról számolt be a találkozót követően egy Twitter-posztjában, hogy a magyar középpályást szerződtetni szándékozó angol élvonalbeli Newcastle United megfigyelői a helyszínen tekintették meg a találkozót. Május 20-án, a bajnokság utolsó előtti fordulójában a Leipzig idegenben győzte le 3–1-re a Bayern Münchent. Szoboszlai csapata harmadik gólját szerezte büntetőből. A szezon végén két mértékadó internetes szakportál, a WhoScored és a Sofascore is beválasztotta a Bundesliga év álomcsapatába. Június 3-án a Német Kupa döntőjében a Leipzig második gólját szerezte az Eintracht Frankfurt ellen, csapata pedig 2–0-s győzelmével megvédte címét. Szoboszlai lett 35 év után, Détári Lajost követően az első magyar játékos, aki betalált a német kupapdöntőben.

#### Liverpool
2023. július 2-án jelentette be az angol Liverpool Szoboszlai átigazolását, a magyar játékos 2028-ig tartó szerződést írt alá. A Mersey-parti egyesület 70 millió euróért igazolta le, ezzel a Liverpool történetének harmadik legdrágább játékosává vált, illetve saját rekordját megdöntve minden idők legdrágább magyar játékosa lett. A játékos az egykoron Steven Gerrard által is viselt nyolcas mezt kapta.
A 2023–2024-es előszezonban a Karlsruhe elleni felkészülési mérkőzésen mutatkozott be a Liverpoolban, majd a Leicester City, a Bayern München és a Darmstadt ellen is pályára lépett, az utolsó találkozón szögletből gólpasszt adott. A július 22-i edzésen kisebb sérülést is elszenvedett, ezért a Greuther Fürth ellen nem lépett pályára. Az első tétmérkőzését augusztus 13-án, a Premier League nyitófordulójában játszotta a Chelsea ellen, a végeredmény 1–1 lett.
Augusztus 19-én mutatkozott be hazai közönség előtt az Anfield Roadon a Bournemouth elleni 3–1-es győztes bajnokin. Az első félidőben tizenegyest harcolt ki, a harmadik hazai találatnál pedig az ő kapusról kipattanó lövését váltotta gólra Diogo Jota. A klub szurkolói őt választották a mérkőzés legjobbjának, ahogy az angol sportsajtó is kiemelkedőnek ítélte meg teljesítményét.
Ha ez a mai kóstoló volt Szoboszlai Dominik menüjéről, akkor a magyar fiú Michelin-csillagos fogásokat fog tálalni ebben az idényben
Szeptember 3-án az Aston Villa elleni 3–0-ra megnyert bajnoki mérkőzésen szerezte meg első gólját a klub színeiben, a harmadik percben Trent Alexander-Arnold szögletét lőtte kapásból a hálóba. A mérkőzést követően a klub szurkolói ismét őt választották a mérkőzés legjobbjának. A klub szurkolóinak szavazatai alapján ő lett augusztus hónap játékosa a Liverpoolnál. Szeptember 21-én első nemzetközi kupamérkőzését játszotta a Liverpool színeiben az osztrák LASK Linz ellen, az Európa-liga csoportkörének első fordulójában. A magyar játékos fél órát volt a pályán, a 61. percben Ben Doakot váltotta.
Szeptember 27-én góllal mutatkozott be a ligakupában, a Leicester City elleni 3–1-re megnyert mérkőzésen. Szoboszlai csereként a 65. percben állt be Ryan Gravenberch helyére, öt perccel később pedig egy látványos távoli lövéssel megszerezte csapata számára a vezetést.
Október 29-én játszotta 10. Premier League mérkőzését a Nottingham Forest elleni 3–0-ás bajnokin, az utolsó két találatnál asszisztot készített elő: Darwin Núñeznek és Mohamed Szaláhnak. A klub szurkolói szavazatok alapján őt választották a mérkőzés legjobb játékosának.
December 6-án megszerezte harmadik, a Premier League-ben második találatát a Sheffield United vendégeként. A hosszabbítás 94. percében Darwin Núñez beadását lőtte a hálóba a 2–0-ás találkozón.
December 20-án a ligakupa negyeddöntőjében gólt szerzett a West Ham United elleni 5–1-re megnyert mérkőzésen. A találkozó első találatát szerezte a 28. percben egy távoli lövésből.
2024. január 1-jén az újév első bajnoki mérkőzésén combsérülést szenvedett a Newcastle United ellen, több, mint három héttel később tért vissza, és játszotta első angol kupamérkőzését a Norwich City ellen 5–2-re megnyert találkozón. A második félidő 55. percében csereként állt be Curtis Jones helyére, nyolc perccel később egy jobb oldali szögletből pontosan ívelte be a labdát Virgil van Dijk fejére.
Január 31-én a Chelsea elleni 4–1-es találkozón megszerezte 5. gólját a csapat színeiben. A mérkőzés harmadik találatát szerezte a 65. percben: Conor Bradley beadását fejelte a hálóba. Február 25-én a Liverpoollal megnyerte a 2023–24-es angol ligakupát, bár a döntőt sérülés miatt kihagyni kényszerült.
Több mint egy hónapos combsérülés után, a Nottingham Forest elleni 1–0-ás győztes bajnokin tért vissza kiújult sérüléséből. Március 7-én a 30. mérkőzésén szerezte 6. gólját és első nemzetközi találatát a Sparta Praha ellen. Az 5–1-es prágai Európa Liga nyolcaddöntő második félidejének hosszabbításában volt eredményes, miután egy jobb oldali eladott labdából tört a kapu irányába, amit 16 méterről lőtt a hálóba.
A március 14-ei 6–1-es visszavágón, a 7. percben az első találatnál gólpasszt készített elő Darwin Núñez-nek, majd a 48. percben egy megpattanó lövésből megszerezte csapatának ötödik találatát.
A 2024–2025-ös szezonnak új vezetőedzővel, a holland Arne Slottal vágott neki a Liverpool, de Szoboszlai nála is a kezdőcsapat stabil tagja maradt, igaz pozíciója támadóbb jellegű lett. A bajnokság harmadik fordulójában, a Manchester United idegenbeli 3–0-s legyőzése során ő adta a harmadik találat előtti gólpasszt Mohamed Szaláhnak. 2024. szeptember 17-én, az AC Milan elleni Bajnokok Ligája-mérkőzésen 50. alkalommal lépett pályára a Liverpoolban tétmérlőzésen, és a 3–1-re megnyert mérkőzésen ő szerezte csapata harmadik gólját. Október 2-án a Bologna ellen 25. Bajnokok Ligája-mérkőzésén lépett pályára. A 2–0-ra megnyert mérkőzésen újabb gólpasszt jegyzett. Október 30-án Arne Slot hamis kilencesként küldte pályára a Brighton & Hove Albion elleni 3–2-es győztes angol ligakupa-mérkőzésen. November 24-én megszerezte szezonbéli első bajnoki találatát a Southampton vendégeként 3–2-re megnyert találkozón. A december 1-jén a Manchester City elleni 2–0-s hazai bajnoki győzelem alkalmával csapata egyik legjobbjka volt, a Liverpool Echo 9-es osztályzattal jutalmazta teljesítményét.
December 22-én a Tottenham Hotspur elleni idegenbeli 6–3-as győzelem során az első félidő hosszabbításában csapata harmadik gólját lőtte Mohamed Szaláh passzából, majd a 61. percben ő adott gólpasszt az egyiptominak. 2024. december 26-án 50. alkalommal lépett pályára a Premier League-ben a Leicester City ellen 3–1-re megnyert hazai bajnokin.
2025. január 25-én, az Ipswich Town ellen 4–1-es hazai pályán megnyert bajnokin megszerezte idénybeli negyedik találatát is; a találkozó 11. percében Ibrahima Konaté passzát egy csel után lőtte a kapu bal oldalába. A mérkőzést követőe nyilatkozatában Arne Slot kiemelte Szoboszlai idénybeli teljesítményét, felhívva a figyelmet arra, hogy bár a sajtó, vagy éppen a szurkolók nem mindig értékelik eléggé a játékát, a magyar középpályás a Liverpool egyik legfontosabb játékosa, és kulcsszerepet játszik csapata szereplésében. 2025. február 6-án gólt lőtt és a mezőny legjobbja lett a Tottenham elleni Ligakupa-elődöntüjének visszavágóján, amelyet a Liverpool 4–0 arányban nyert meg, és ezzel bejutott a döntőbe. Február 23-án a bajnokság 26. fordulójában gólt lőtt és gólpasszt jegyzett a Manchester City elleni idegenben 2–0 arányban megnyert rangadón. A következő bajnoki fordulóban szintén gólt szerzett a Newcastle United elleni hazai 2–0-s siker alkalmával. A mérkőzés után több angol sportportál is a mérkőzés legjobbjának választotta. A Liverpool szurkolói őt választották február hónap legjobb játékosának.
Március 16-án végigjátszotta a Newcastle United ellen 2–1-re elveszített Ligakupa-döntőt. 2025 áprilisában a szezont a csapat bajnokként zárta, Szoboszlai pedig az első magyar lett, aki aranyérmet nyert a Premier League-ben. Május 19-én, a bajnokság 37., utolsó előtti fordulójában megszerezte idénybeli hatodik bajnoki gólját a Brighton ellen 3–2-re elvesztett mérkőzésen.

### A válogatottban

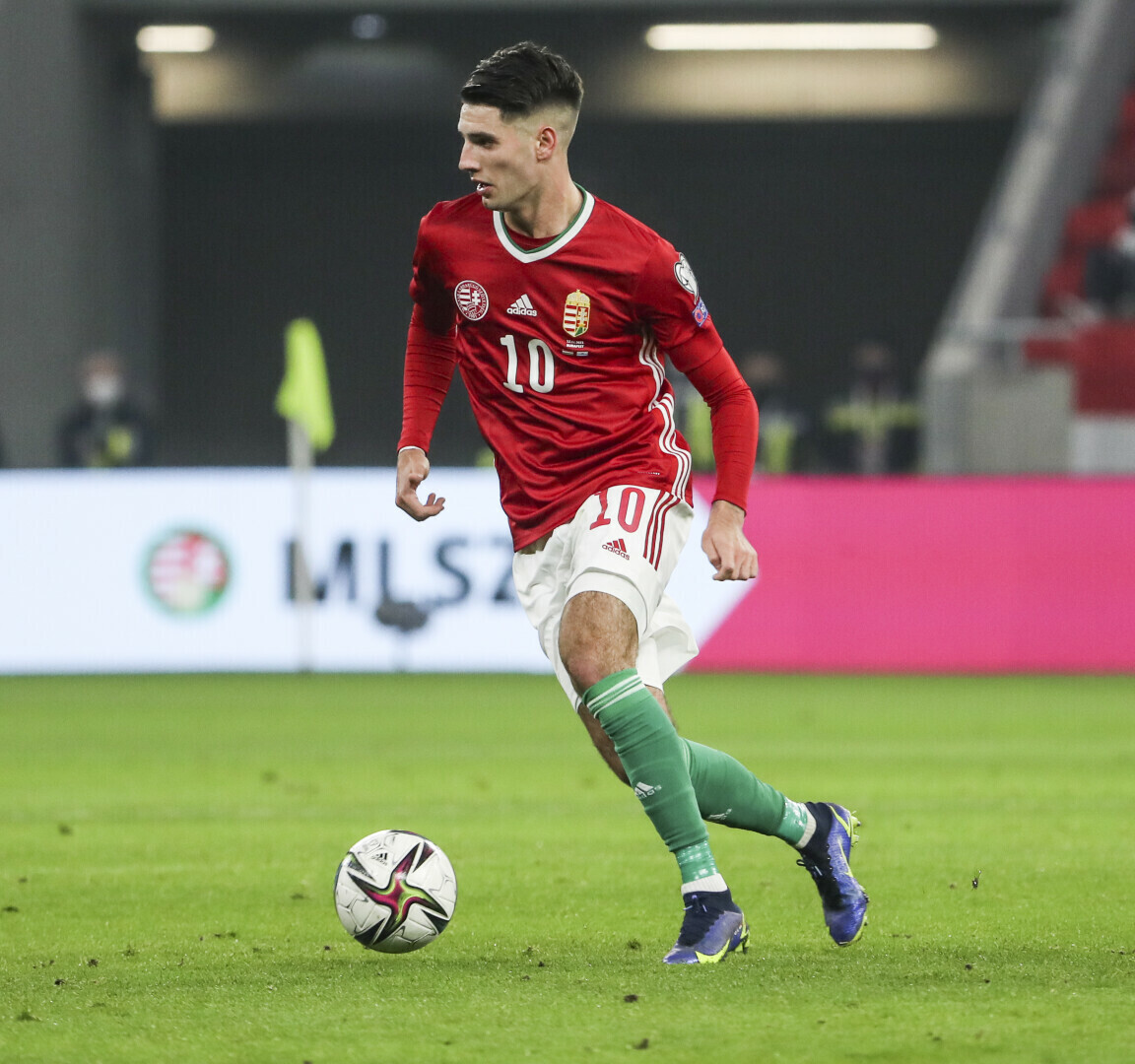
Szoboszlai a nemzeti válogatott tagjaként 2021-ben.

2016-ban meghívást kapott az U17-es válogatottba, megkezdve ezzel a felkészülést az őszi Eb-selejtező tornára. Még tizenöt évesen az U17-esekkel – mint csapatkapitány –, majd tizenhatodik születésnapja után néhány héttel az U19-es együttessel is továbbjutott az Európa-bajnoki selejtező első fordulójából, ráadásul mindkét gárdában meghatározó szerepet töltött be, hiszen mindkét selejtező-tornán gólt szerzett és gólpasszt is jegyzett.
2017-ben meghívót kapott Bernd Storck szövetségi kapitánytól a június 5-ei és a június 9-ei Oroszország és Andorra elleni mérkőzésekre készülő felnőtt válogatott keretébe.
2018. május 18-án Georges Leekens is behívta a válogatott keretébe. 2019 márciusában Marco Rossi is meghívta a felnőtt válogatott keretébe a szlovákok és a horvátok elleni 2020-as Európa-bajnoki selejtezőkre. Március 21-én mutatkozott be a nemzeti csapatban, a Szlovákia elleni 2–0-ra elvesztett mérkőzésen az 55. percben állt be csereként Kleinheisler László helyére. Szeptember 9-én, a szlovákok ellen hazai pályán 2–1-re elvesztett mérkőzésen szabadrúgásból lőtt gólt, megszerezve első találatát a magyar válogatottban.
2020. szeptember 3-án, a 2020–2021-es UEFA Nemzetek Ligája első fordulójában az ő szabadrúgásgóljával nyert a magyar válogatott Törökországban.

A 2020 októberében játszandó Bulgária elleni Európa-bajnoki pótselejtezőt megelőzően a Salzburg hivatalos honlapján jelentette be, hogy három játékosa is elkapta a koronavírust, és bár Szoboszlai nem tartozott közéjük, az osztrák klubcsapat nem engedte el középpályását a válogatott soron következő mérkőzéseire. November 12-én az Izland elleni Európa-bajnoki pótselejtezőn a rendes játékidő hosszabbításában győztes gólt szerzett, amivel a válogatott kijutott az Európa-bajnokságra. A kontinenstornát sérülés miatt, illetve az azt követő rehabilitáció vártnál hosszabbra nyúlása ki kellett hagynia. Szoboszlai így nyilatkozott a kerethirdetést követően:
Ha azt mondom, sajnálom, az nem írja le azt a csalódottságot, amit érzek. Az elmúlt napokban az egészségügyi stábbal közösen mindent megtettünk annak érdekében, hogy a szűk keretnek is tagja lehessek. Ugyanakkor bármennyire is nehéz ezt megélni, ez volt az egyetlen felelősségteljes döntés. Jelenleg az a legfontosabb, hogy a csapat jól szerepeljen az Eb-n, én pedig mihamarabb teljesen felépüljek, és szeptemberben már biztosan számíthasson rám a szövetségi kapitány
Sérülése után 2021 augusztusában, az őszi világbajnoki selejtezőket megelőzően kapott újból meghívót a válogatottba. November 12-én, a San Marino elleni hazai pályán játszott mérkőzésen kétszer volt eredményes, a magyar válogatott pedig 4–0-ra megnyerte a találkozót.
2022. június 4-én győztes gólt szerzett tizenegyesből az Anglia ellen 1–0-ra megnyert 2022–2023-as UEFA Nemzetek Ligája mérkőzésen.
Szeptember 23-án Németország vendégeként adott szögletből gólpasszt Szalai Ádámnak, aki gyönyörű mozdulattal váltotta gólra a beadást, amellyel 1–0-ra nyert a magyar válogatott.
November 17-én első alkalommal viselte a csapatkapitányi karszalagot a Luxemburg elleni 2–2-s döntetlennel zárult meccsen.
2023. március 27-én lépett pályára 30. alkalommal címeres mezben, a Bulgária elleni 3–0-s hazai Európa-bajnoki selejtezőn, melyen 7. gólját szerezte, egy 24 méteres szabadrúgást követően. Október 17-én a 36. mérkőzésén szerezte meg 8. találatát, tizenegyesből a Litvánia elleni 2–2-re végződő EB-selejtezőn, majd az egyenlítő találatnál egy gólpasszt is kiosztott szögletből, amit Varga Barnabás fejelt a kapuba. Az utolsó két novemberi Európa-bajnoki selejtezőn Bulgária és Montenegró ellen lépett pályára a magyar válogatott. A Szófiában megrendezett 2–2-re zárult meccsen két gólpasszt jegyzett szabadrúgásból, amelybe az első félidőben Ádám Martin, a mérkőzés hosszabbításának utolsó percében pedig az ellenfél játékosa ért bele, amiből öngól lett.
Három nappal később, a budapesti 3–1-gyel zárult utolsó csoportmérkőzésen két perc alatt két gólt szerzett, előbb egy jobb oldali betörésből három csel után egyenlített, majd a második találatánál Ádám Martinnal kényszerítőzve szerezte meg a vezetést, és a 10. válogatottbeli gólját.
2024. márciusában szerezte meg 11. és 12. gólját, a Törökország és a Koszovó elleni budapesti felkészülési mérkőzéseken. Az első találkozón az egyetlen találatot szerezte büntetőből, az utóbbin pedig az elsőt, miután Schäfer András beadását követően lőtt kapura, amely megpattant az ellenfél felsőtestéről.
A németországi Európa-bajnokság csoportkörének első fordulójában Svájc ellen a kontinenstornák történetének legfiatalabb csapatkapitánya lett (23 év, 234 nap).
2024 novemberben elérte az 50. válogatott mérkőzést, legfiatalabban a magyar labdarúgás történetében.
2025. június 10-én Bakuban az Azerbajdzsán ellen 2–1-re megnyert felkészülési mérkőzésen Varga Barnabás átadása után győztes gólt lőtt.

## Magánélete
Németh Zsanett és Szoboszlai Zsolt – korábbi labdarúgó – gyermekeként született. Amikor Dominik megszületett, édesanyja 21, édesapja 25 éves volt. Az apja három éves korától kezdte edzeni úgy, hogy műanyag palackokat rakott a földre, hogy a fia szlalomozhasson közöttük, illetve rendszeresen kivitte a csákvári edzésekre.
2022-ben Szalai Ádámmal együtt a Cseppkő Gyermekotthoni Központ jótékonysági szervezetnek adományozott. 2023-ban egy mezt adott annak az alapítványnak, amely a 2022-ben elhunyt néhai Poncok Csaba, a Maglódi TC egykori játékosa családja számára gyűjtött pénzt.
2021 és 2023 között kapcsolatban volt Gécsek Fannival.
A magyar nyelv mellett folyékonyan beszél németül és angolul is.
A Fodballnak adott interjújában elmondta, hogy az első pár napban nehéz dolga volt Liverpoolban, gyakran érezte magát magányosnak. De egyre inkább feloldódott, és barátságot kötött többek közt Trent Alexander-Arnolddal, Mohamed Salah-val, és még számos Liverpooli focistával.
Többször is nyilatkozta, hogy, Erling Haalandhoz is szoros barátság fűzi, még 2018-2019 között az RB Salzburgból.

## Statisztika

### Klubcsapatokban
2025. augusztus 15-i állapot szerint.
| Klub             | Szezon           | Bajnokság          | Bajnokság | Bajnokság | Kupa  | Kupa  | Ligakupa | Ligakupa | Nemzetközi | Nemzetközi | Egyéb | Egyéb | Összes | Összes |
| Klub             | Szezon           | Liga               | Mérk.     | Gólok     | Mérk. | Gólok | Mérk.    | Gólok    | Mérk.      | Gólok      | Mérk. | Gólok | Mérk.  | Gólok  |
| ---------------- | ---------------- | ------------------ | --------- | --------- | ----- | ----- | -------- | -------- | ---------- | ---------- | ----- | ----- | ------ | ------ |
| Liefering        | 2017–18          | 2. Liga            | 33        | 10        | —     | —     | —        | —        | —          | —          | —     | —     | 33     | 10     |
| Liefering        | 2018–19          | 2. Liga            | 9         | 6         | —     | —     | —        | —        | —          | —          | —     | —     | 9      | 6      |
| Liefering        | Összesen         | Összesen           | 42        | 16        | —     | —     | —        | —        | —          | —          | —     | —     | 42     | 16     |
| RB Salzburg      | 2017–18          | Osztrák Bundesliga | 1         | 0         | 0     | 0     | —        | —        | —          | —          | —     | —     | 1      | 0      |
| RB Salzburg      | 2018–19          | Osztrák Bundesliga | 16        | 3         | 3     | 2     | —        | —        | 1          | 0          | —     | —     | 20     | 5      |
| RB Salzburg      | 2019–20          | Osztrák Bundesliga | 27        | 9         | 6     | 2     | —        | —        | 7          | 1          | —     | —     | 40     | 12     |
| RB Salzburg      | 2020–21          | Osztrák Bundesliga | 12        | 4         | 2     | 1     | —        | —        | 8          | 4          | —     | —     | 22     | 9      |
| RB Salzburg      | Összesen         | Összesen           | 56        | 16        | 11    | 5     | —        | —        | 16         | 5          | —     | —     | 83     | 26     |
| RB Leipzig       | 2021–22          | Bundesliga         | 31        | 6         | 5     | 2     | —        | —        | 9          | 2          | —     | —     | 45     | 10     |
| RB Leipzig       | 2022–23          | Bundesliga         | 31        | 6         | 6     | 3     | —        | —        | 8          | 1          | 1     | 0     | 46     | 10     |
| RB Leipzig       | Összesen         | Összesen           | 62        | 12        | 11    | 5     | —        | —        | 17         | 3          | 1     | 0     | 91     | 20     |
| Liverpool        | 2023–24          | Premier League     | 33        | 3         | 2     | 0     | 3        | 2        | 7          | 2          | —     | —     | 45     | 7      |
| Liverpool        | 2024–25          | Premier League     | 36        | 6         | 1     | 0     | 3        | 1        | 9          | 1          | —     | —     | 49     | 8      |
| Liverpool        | 2025–26          | Premier League     | 1         | 0         | —     | —     | —        | —        | —          | —          | 1     | 0     | 2      | 0      |
| Liverpool        | Összesen         | Összesen           | 70        | 9         | 3     | 0     | 6        | 3        | 16         | 3          | 1     | 0     | 96     | 15     |
| Karrier összesen | Karrier összesen | Karrier összesen   | 230       | 53        | 25    | 10    | 6        | 3        | 49         | 11         | 2     | 0     | 312    | 77     |

Jegyzetek
1. 1 2  Mérkőzése(i) az Európa Ligában
2. ↑  Mérkőzése(i) a Bajnokok Ligájában: (öt mérkőzés; egy gól) és az Európa Ligában: (két mérkőzés a Play off-ban)
3. ↑  Mérkőzése(i) a Bajnokok Ligájában: (két selejtező; két gól és hat csoportkör; két gól)
4. ↑  Mérkőzése(i) a Bajnokok Ligájában: (négy mérkőzés; két gól) és az Európa Ligában (öt mérkőzés)
5. 1 2  Mérkőzése(i) a Bajnokok Ligájában
6. ↑  Mérkőzése(i) a DFL-szuperkupában
7. ↑  Mérkőzése(i) az FA Community Shield-en

### A válogatottban
| Magyarország | Magyarország | Magyarország |
| Év           | Mérk.        | Gólok        |
| ------------ | ------------ | ------------ |
| 2019         | 8            | 1            |
| 2020         | 4            | 2            |
| 2021         | 6            | 2            |
| 2022         | 10           | 1            |
| 2023         | 10           | 4            |
| 2024         | 13           | 5            |
| 2025         | 4            | 1            |
| Összesen     | 55           | 16           |

### Mérkőzései a válogatottban
| Magyarország | Magyarország         | Magyarország                            | Magyarország        | Magyarország | Magyarország        | Magyarország    | Magyarország | Magyarország       |
| #            | Dátum                | Helyszín                                | Hazai               | Eredmény     | Vendég              | Kiírás          | Gólok        | Esemény            |
| ------------ | -------------------- | --------------------------------------- | ------------------- | ------------ | ------------------- | --------------- | ------------ | ------------------ |
| 1.           | 2019. március 21.    | Nagyszombat, Anton Malatinský Stadion   | Szlovákia           | 2 – 0        | Magyarország        | Eb-selejtező    | -            | 55'                |
| 2.           | 2019. március 24.    | Budapest, Groupama Aréna                | Magyarország        | 2 – 1        | Horvátország        | Eb-selejtező    | -            | 65'                |
| 3.           | 2019. június 8.      | Baku, Olimpiai Stadion                  | Azerbajdzsán        | 1 – 3        | Magyarország        | Eb-selejtező    | -            | 28' 58'            |
| 4.           | 2019. június 11.     | Budapest, Groupama Aréna                | Magyarország        | 1 – 0        | Wales               | Eb-selejtező    | -            | 83'                |
| 5.           | 2019. szeptember 9.  | Budapest, Groupama Aréna                | Magyarország        | 1 – 2        | Szlovákia           | Eb-selejtező    | 1            | 6' 50'             |
| 6.           | 2019. október 13.    | Budapest, Groupama Aréna                | Magyarország        | 1 – 0        | Azerbajdzsán        | Eb-selejtező    | -            | 76'                |
| 7.           | 2019. november 15.   | Budapest, Puskás Aréna                  | Magyarország        | 1 – 2        | Uruguay             | barátságos      | -            | 68'                |
| 8.           | 2019. november 19.   | Cardiff, Cardiff City Stadion           | Wales               | 2 – 0        | Magyarország        | Eb-selejtező    | -            |                    |
| 9.           | 2020. szeptember 3.  | Sivas, Sivas Arena                      | Törökország         | 0 – 1        | Magyarország        | Nemzetek Ligája | 1            | 80'                |
| 10.          | 2020. szeptember 6.  | Budapest, Puskás Aréna                  | Magyarország        | 2 – 3        | Oroszország         | Nemzetek Ligája | -            | 82'                |
| 11.          | 2020. november 12.   | Budapest, Puskás Aréna                  | Magyarország        | 2 – 1        | Izland              | Eb-selejtező    | 1            | 90+2'              |
| 12.          | 2020. november 15.   | Budapest, Puskás Aréna                  | Magyarország        | 1 – 1        | Szerbia             | Nemzetek Ligája | -            | 78'                |
| 13.          | 2021. szeptember 2.  | Budapest, Puskás Aréna                  | Magyarország        | 0 – 4        | Anglia              | vb-selejtező    | -            |                    |
| 14.          | 2021. szeptember 5.  | Elbasan, Elbasan Aréna                  | Albánia             | 1 – 0        | Magyarország        | vb-selejtező    | -            |                    |
| 15.          | 2021. szeptember 8.  | Budapest, Puskás Aréna                  | Magyarország        | 2 – 1        | Andorra             | vb-selejtező    | -            | 46'                |
| 16.          | 2021. október 9.     | Budapest, Puskás Aréna                  | Magyarország        | 0 – 1        | Albánia             | vb-selejtező    | -            |                    |
| 17.          | 2021. október 12.    | London, Wembley Stadion                 | Anglia              | 1 – 1        | Magyarország        | vb-selejtező    | -            | 90' 90+2'          |
| 18.          | 2021. november 12.   | Budapest, Puskás Aréna                  | Magyarország        | 4 – 0        | San Marino          | vb-selejtező    | 2            | 6' 83' 85'         |
| 19.          | 2022. március 24.    | Budapest, Puskás Aréna                  | Magyarország        | 0 – 1        | Szerbia             | barátságos      | -            |                    |
| 20.          | 2022. március 29.    | Belfast, Windsor Park                   | Észak-Írország      | 0 – 1        | Magyarország        | barátságos      | -            | 65'                |
| 21.          | 2022. június 4.      | Budapest, Puskás Aréna                  | Magyarország        | 1 – 0        | Anglia              | Nemzetek Ligája | 1            | 66' 82'            |
| 22.          | 2022. június 7.      | Cesena, Dino Manuzzi Stadion            | Olaszország         | 2 – 1        | Magyarország        | Nemzetek Ligája | -            |                    |
| 23.          | 2022. június 11.     | Budapest, Puskás Aréna                  | Magyarország        | 1 – 1        | Németország         | Nemzetek Ligája | -            |                    |
| 24.          | 2022. június 14.     | Wolverhampton, Molineux Stadion         | Anglia              | 0 – 4        | Magyarország        | Nemzetek Ligája | -            | 55'                |
| 25.          | 2022. szeptember 23. | Lipcse, Red Bull Arena                  | Németország         | 0 – 1        | Magyarország        | Nemzetek Ligája | -            | 85'                |
| 26.          | 2022. szeptember 26. | Budapest, Puskás Aréna                  | Magyarország        | 0 – 2        | Olaszország         | Nemzetek Ligája | -            | 85'                |
| 27.          | 2022. november 17.   | Luxembourg, Stade de Luxembourg         | Luxemburg           | 2 – 2        | Magyarország        | barátságos      | -            | 87'                |
| 28.          | 2022. november 20.   | Budapest, Puskás Aréna                  | Magyarország        | 2 – 1        | Görögország         | barátságos      | -            | 90+2'              |
| 29.          | 2023. március 23.    | Budapest, Puskás Aréna                  | Magyarország        | 1 – 0        | Észtország          | barátságos      | -            | 58' 76'            |
| 30.          | 2023. március 27.    | Budapest, Puskás Aréna                  | Magyarország        | 3 – 0        | Bulgária            | Eb-selejtező    | 1            | 26'                |
| 31.          | 2023. június 17.     | Podgorica, Városi stadion               | Montenegró          | 0 – 0        | Magyarország        | Eb-selejtező    | -            |                    |
| 32.          | 2023. június 20.     | Budapest, Puskás Aréna                  | Magyarország        | 2 – 0        | Litvánia            | Eb-selejtező    | -            | 89'                |
| 33.          | 2023. szeptember 7.  | Belgrád, Rajko Mitić Stadion            | Szerbia             | 1 – 2        | Magyarország        | Eb-selejtező    | -            |                    |
| 34.          | 2023. szeptember 10. | Budapest, Puskás Aréna                  | Magyarország        | 1 – 1        | Csehország          | barátságos      | -            |                    |
| 35.          | 2023. október 14.    | Budapest, Puskás Aréna                  | Magyarország        | 2 – 1        | Szerbia             | Eb-selejtező    | -            |                    |
| 36.          | 2023. október 17.    | Kaunas, S. Darius és S. Girėnas Stadion | Litvánia            | 2 – 2        | Magyarország        | Eb-selejtező    | 1            | 55' 67' (11-esből) |
| 37.          | 2023. november 16.   | Szófia, Vaszil Levszki Nemzeti Stadion  | Bulgária            | 2 – 2        | Magyarország        | Eb-selejtező    | -            |                    |
| 38.          | 2023. november 19.   | Budapest, Puskás Aréna                  | Magyarország        | 3 – 1        | Montenegró          | Eb-selejtező    | 2            | 26' 66' 68'        |
| 39.          | 2024. március 22.    | Budapest, Puskás Aréna                  | Magyarország        | 1 – 0        | Törökország         | barátságos      | 1            | 48' (11-esből)     |
| 40.          | 2024. március 26.    | Budapest, Puskás Aréna                  | Magyarország        | 2 – 0        | Koszovó             | barátságos      | 1            | 58'                |
| 41.          | 2024. június 4.      | Dublin, Aviva Stadion                   | Írország            | 2 – 1        | Magyarország        | barátságos      | -            | 65'                |
| 42.          | 2024. június 8.      | Debrecen, Nagyerdei stadion             | Magyarország        | 3 – 0        | Izrael              | barátságos      | -            | 57'                |
| 43.          | 2024. június 15.     | Köln, RheinEnergieStadion (GER)         | Magyarország        | 1 – 3        | Svájc               | Eb-csoportkör   | -            |                    |
| 44.          | 2024. június 19.     | Stuttgart, MHPArena                     | Németország         | 2 – 0        | Magyarország        | Eb-csoportkör   | -            | 90+3'              |
| 45.          | 2024. június 23.     | Stuttgart, MHPArena (GER)               | Skócia              | 0 – 1        | Magyarország        | Eb-csoportkör   | -            |                    |
| 46.          | 2024. szeptember 7.  | Düsseldorf, Merkur Spiel-Arena          | Németország         | 5 – 0        | Magyarország        | Nemzetek Ligája | -            |                    |
| 47.          | 2024. szeptember 10. | Budapest, Puskás Aréna                  | Magyarország        | 0 – 0        | Bosznia-Hercegovina | Nemzetek Ligája | -            |                    |
| 48.          | 2024. október 11.    | Budapest, Puskás Aréna                  | Magyarország        | 1 – 1        | Hollandia           | Nemzetek Ligája | -            |                    |
| 49.          | 2024. október 14.    | Zenica, Bilino Polje Stadion            | Bosznia-Hercegovina | 0 – 2        | Magyarország        | Nemzetek Ligája | 2            | 38' 50' (11-esből) |
| 50.          | 2024. november 16.   | Johan Cruijff Arena, Amszterdam         | Hollandia           | 4 – 0        | Magyarország        | Nemzetek Ligája | -            |                    |
| 51.          | 2024. november 19.   | Budapest, Puskás Aréna                  | Magyarország        | 1 – 1        | Németország         | Nemzetek Ligája | 1            | 90+9' (11-esből)   |
| 52.          | 2025. március 20.    | Isztambul, Rams Park                    | Törökország         | 3 – 1        | Magyarország        | Nemzetek Ligája | -            |                    |
| 53.          | 2025. március 23.    | Budapest, Puskás Aréna                  | Magyarország        | 0 – 3        | Törökország         | Nemzetek Ligája | -            |                    |
| 54.          | 2025. június 6.      | Budapest, Puskás Aréna                  | Magyarország        | 0 – 2        | Svédország          | barátságos      | -            | 79'                |
| 55.          | 2025. június 10.     | Baku, Dalğa Arena                       | Azerbajdzsán        | 1 – 2        | Magyarország        | barátságos      | 1            | 33'                |
|              | Összesen             |                                         |                     | 55           | mérkőzés            |                 | 16           | gól                |

## Sikerei, díjai

### Klubcsapatokban
RB Salzburg
- Osztrák bajnok (4): 2017–18, 2018–19, 2019–20, 2020–21[218]
- Osztrák kupagyőztes (3): 2018–19,[219] 2019–20, 2020–21[220]

 RB Leipzig
- Német kupagyőztes (2): 2021–22, 2022–23

 Liverpool
- Angol ligakupa-győztes: 2023–24
- Angol bajnok: 2024–25

### Egyéni
- Ersten Liga – A szezon álomcsapatának tagja: 2017–18[221]
- goal.com – A Legtehetségesebb 50 csodagyerek 21. helyezettje: 2019[222]
- Az év legjobb magyar utánpótláskorú labdarúgója az nb1.hu Magyar Aranylabda-szavazásán (2019)[223]
- Bundesliga – A szezon legjobb játékosa: 2019–20[224]
- Golden Boy-díj – A legjobb 21 éven aluli futballista 8. helyezettje: 2020[225]
- Az év férfi sportolója (2020[226] és 2023[227])
- Magyar Aranylabda (2020,[228] 2022,[229] 2023,[230] 2024[231])
- A hónap újonca a Bundesligában: 2021 augusztus,[232] 2021 október,[233] 2022 április[234][235]
- Az év magyar labdarúgója (2022,[236] 2023,[237] 2024[238])
- A 2022–2023-as és a 2023–2024-es szezon legjobb külföldön játszó játékosa a HLSZ (Hivatásos Labdarúgók Szervezete) szavazásán: 2023,[239] 2024[240]
- Fejér vármegyei Prima díj (2023)[241]

## További információ(k)

#### Közösségi platformok
- Szoboszlai Dominik a Facebookon
- Szoboszlai Dominik az Instagramon

#### Egyéb weboldalak
- Szoboszlai Dominik az MLSZ adatbázisában (magyarul)
- Szoboszlai Dominik adatlapja a(z) HLSZ weboldalán (magyarul)
- Szoboszlai Dominik adatlapja a(z) ÖFB weboldalán (németül)
- Szoboszlai Dominik adatlapja a(z) Liverpool weboldalán (angolul)
- Szoboszlai Dominik adatlapja a(z) Premier League weboldalán (angolul)
- Szoboszlai Dominik adatlapja Archiválva 2023. július 2-i dátummal a Wayback Machine-ben a(z) Bundesliga weboldalán (angolul)
- Szoboszlai Dominik adatlapja a(z) Sándor Károly Akadémia weboldalán (magyarul)
- Szoboszlai Dominik adatlapja a Transfermarkt oldalon (angolul)
- Szoboszlai Dominik adatlapja a Soccerway oldalon (angolul)
- Egész jó volt az első húsz év – Születésnapi interjú Szoboszlai Dominikkel, Index.hu